# Serie A y serie B
En filosofía, las series A y B son dos descripciones diferentes de la relación de ordenamiento temporal entre eventos. Las dos series difieren principalmente en su uso del tiempo para describir la relación temporal entre eventos. Los términos fueron introducidos por el filósofo idealista escocés John McTaggart en 1908 como parte de su argumento a favor de la irrealidad del tiempo, pero desde entonces se han convertido en términos de referencia ampliamente utilizados en las discusiones modernas de la filosofía del tiempo.

## El uso de McTaggart de las series A y B
Según McTaggart, hay dos modos distintos en los que todos los eventos se pueden ordenar a tiempo. En el primer modo, los eventos se ordenan como futuro, presente y pasado. El futuro y el pasado permiten grados, mientras que el presente no. Cuando hablamos del tiempo de esta manera, estamos hablando en términos de una serie de posiciones que van desde el pasado remoto hasta el pasado reciente hasta el presente, y desde el presente hasta el futuro cercano hasta el futuro remoto. La característica esencial de esta modalidad descriptiva es que uno debe pensar en la serie de posiciones temporales como en continua transformación, en el sentido de que un evento es primero parte del futuro, luego parte del presente y luego pasado. Además, las afirmaciones hechas de acuerdo con esta modalidad corresponden a la perspectiva temporal de la persona que las pronuncia. Esta es la serie A de eventos temporales. 
Aunque originalmente McTaggart definió los tiempos verbales como cualidades relacionales, es decir, cualidades que los eventos poseen al permanecer en ciertas relaciones con algo fuera del tiempo, algo que no cambia su posición en el tiempo, hoy en día se cree popularmente que trató los tiempos verbales como propiedades monádicas. Como señala R. D. Ingthorsson, esto probablemente se deba a que los filósofos posteriores han inferido de forma independiente que así es como McTaggart debe haber entendido el tiempo meramente porque los tiempos verbales se expresan normalmente en inglés ordinario por predicados singulares no relacionales "es pasado", "está presente" y "es futuro".
Desde un segundo punto de vista, uno puede ordenar los eventos de acuerdo con una serie diferente de posiciones temporales por medio de relaciones de dos términos que son asimétricas, irreflexivas y transitivas : "anterior a" (o precede) y "posterior a" (o sigue). Una diferencia importante entre las dos series es que si bien los eventos cambian continuamente su posición en la serie A, su posición en la serie B no lo hace. Si un evento alguna vez es anterior a algunos eventos y posterior al resto, siempre es anterior y posterior a esos mismos eventos. Además, mientras los eventos adquieren sus determinaciones de la serie A a través de una relación con algo fuera del tiempo, sus determinaciones de la serie B se mantienen entre los eventos que constituyen la serie B. Esta es la serie B, y la filosofía que dice que todas las verdades sobre el tiempo pueden reducirse a declaraciones de la serie B es la teoría B del tiempo . 
La lógica y la expresión lingüística de las dos series son radicalmente diferentes. La serie A está tensa y la serie B no tiene tensión. Por ejemplo, la afirmación "hoy está lloviendo" es una afirmación tensa porque depende de la perspectiva temporal, el presente, de la persona que la pronuncia, mientras que la afirmación "Llovió en el 27 de julio 2019" no tiene tensión porque no lo depende. Desde el punto de vista de sus valores de verdad, las dos proposiciones son idénticas (ambas verdaderas o ambas falsas) si la primera afirmación se hace en el 27 de julio de 2019. La relación de precedencia no temporal entre dos eventos, digamos "E precede a F", no cambia con el tiempo (excluyendo de esta discusión el tema de la relatividad del orden temporal de los eventos causalmente desconectados en la teoría de la relatividad). Por otro lado, el carácter de ser "pasado, presente o futuro" de los eventos "E" o "F" cambia con el tiempo. En la imagen de McTaggart, el paso del tiempo consiste en el hecho de que los términos cada vez más futuros pasan al presente ... o que el presente avanza hacia términos cada vez más lejanos en el futuro. Si asumimos el primer punto de vista, hablamos como si la serie B se deslizara a lo largo de una serie A fija. Si asumimos el segundo punto de vista, hablamos como si la serie A se deslizara a lo largo de una serie B fija. 
El debate entre los teóricos A y los teóricos B es una continuación de una disputa metafísica que se remonta a los antiguos filósofos griegos Heráclito y Parménides. Parménides pensó que la realidad es atemporal e inmutable. Heráclito, en contraste, creía que el mundo es un proceso de cambio incesante, flujo y descomposición. La realidad para Heráclito es dinámica y efímera. De hecho, según Heráclito, el mundo es tan fugaz que es imposible entrar dos veces en el mismo río. Los problemas metafísicos que siguen dividiendo a los teóricos A y los teóricos B se refieren a la realidad del pasado, la realidad del futuro y el estado ontológico del presente.

## Relación con otras ideas en la filosofía del tiempo.
Hay dos variedades principales de la teoría A, el presentismo y el universo de bloque. Ambos asumen un presente objetivo, pero el presentismo supone que solo existen objetos presentes, mientras que el universo de bloques en crecimiento supone que existen objetos presentes y pasados, pero no futuros. Las ideas que suponen que no hay presente objetivo, como la teoría B, incluyen el eternismo y el cuatridimensionalismo . 